# Caverna Kitum
A Caverna Kitum está localizada no Monte Elgon, um vulcão extinto, quase na fronteira Quénia-Uganda.
Esta caverna ficou mundialmente conhecida devido a nefastos acontecimentos; pessoas que a adentraram acabaram falecendo de uma terrível doença hemorrágica, provavelmente relacionada aos vírus Ébola e Marburg.
Acredita-se que essa caverna seja o repositório natural desses vírus.